# Föreningen för Kanot-Idrott
Föreningen för Kanot-Idrott (FKI; i internationella sammanhang Stockholm Canoe Club) är en svensk kanotförening verksam i Stockholm. Föreningen grundades år 1900 och är därmed Sveriges äldsta kanotklubb. FKI har sitt säte och kanothus på Måsholmen utanför Hundudden vid Djurgårdsbrunnskanalens mynning i Isbladsviken, Lilla Värtan.

## Verksamhet
Föreningen har till ändamål att främja kanotidrotten, och bedriver ideell verksamhet med sina två sektioner för kanotpaddling och kanotsegling. 
Seglingen sker med A-. B-, C-, D/E- och IC-kanoter.

## Tävlingar
Sedan 1907, då FKI anordnade de första svenska mästerskapen i paddling, har man arrangerat ett stort antal SM i paddling och kanotsegling. Under de senaste decennierna har man arrangerat SM i kanotsegling bland annat 1960, 1970, 1975, 1980, 1998 och 2012. Internationellt har föreningen nått framgångar främst med IC-kanoter.
Löpande evenemang är bland annat Djurgårdsloppet (paddling, ingår i Stockholmscupen), Hunduddsregattan (kanotsegling, i samarbete med Vikingarnas Segel Sällskap) samt FKI Hornet (kanotsegling och paddling). Djurgårdsloppet anordnades för första gången 1902 och är en av Sveriges äldsta idrottstävlingar.

## Historik

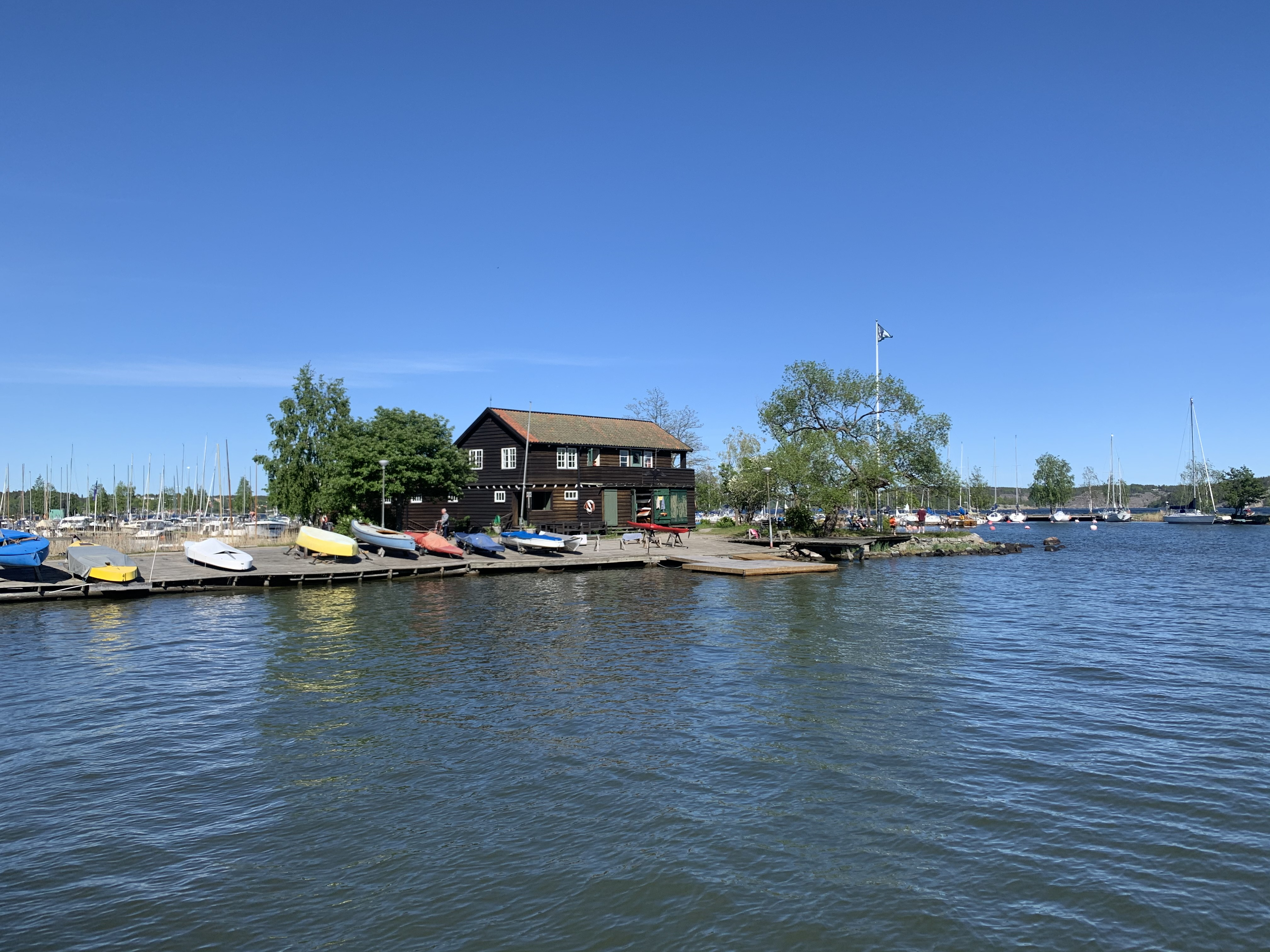
Föreningens för Kanot-Idrott klubbhus på Måsholmen.

Föreningen för Kanot-Idrott grundades den 2 december 1900 och var ursprungligen tillsammans med Stockholms Roddförening lokaliserad vid Djurgårdsbrunnsviken, i det område som idag utgör Nobelparken.
Under de första åren fungerade FKI de facto som den svenska nationella kanotorganisationen, och 1904 var föreningen tongivande vid bildandet av Svenska Kanotförbundet. 1908 gick FKI som första förening med i förbundet. 
Inför de olympiska sommarspelen 1912 och planeringen av Diplomatstaden blev såväl FKI som Stockholms Roddförening uppsagda för avflyttning. Roddföreningen uppförde ett nytt hus intill den s.k. Brända tomten vid Villa Lido, medan FKI flyttade till holmen Måsenborg vid Djurgårdsbrunnskanalens mynning i Lilla Värtan. Redan från första början valde medlemmarna i föreningen att istället  kalla holmen Måsholmen, vilket idag är dess officiella namn. Kvällen den 30 maj 1912 skeppades bryggor och andra pinaler på en pråm över till Måsholmen för att användas i bygget av det nuvarande föreningshuset i nationalromantisk stil. Den 8 juni 1913 invigdes den nya byggnaden som ritades av Simon Svensson. Genom åren har mindre ändringar skett, och 2010 slutfördes en tillbyggnad med omklädningsrum och bastu.
1924 var föreningens ordförande Fritiof Santesson och Sven Thorell svenska representanter då fyra länder bildade det första internationella kanotförbundet, Internationella Representantskapet for Kanotidrott (IRK).
Flera av FKI:s tidiga medlemmar var aktiva konstruktörer och gav viktiga bidrag till de moderna paddel- och segelkanoternas utformning, bland andra Arvid Rosengren, Gerhard Högborg och Sven Thorell.
Föreningens fokus har skiftat genom åren. Under många år ägnade medlemmarna sig framför allt åt långfärder med segelkanot, under andra perioder har tävlingsverksamheten varit mycket livlig. Sedan 1990-talet har andelen kanotpaddlare ökat.

## Kända medlemmar
- Gregori Aminoff, konstnär och mineralog
- Nils-Göran Bennich-Björkman, kanotkonstruktör och långfärdsseglare
- Erik Boström, idrottsprofil och långfärdsseglare
- Josef Hammar, äventyrare, fältläkare och kanotpionjär
- Gerhard Högborg, kanotkonstruktör
- Herman Lantz, känd för långfärder före första världskriget
- Gustaf Nordin, långfärdskanotist
- Arvid Rosengren, kanotkonstruktör
- Karl Rudberg, läkare och kanotpionjär
- Fritiof Santesson, aktiv vid grundandet av FKI, Svenska Kanotförbundet och det internationella kanotförbundet IRK
- Carl Smith, idrottspionjär och "den svenska kanotidrottens fader"
- Sven Thorell, kanotkonstruktör, framgångsrik tävlingspaddlare och seglare
- Olle Verner, styrelseledamot i Internationella Kanotförbundet 1947-1972

## Skrifter utgivna av föreningen
Föreningen utger sedan 1906 skriftserien Kanotidrott. Den fjärde utgåvan gavs ut 2016 för att uppmärksamma 150-årsjubileet av den första kanotfärden på svenska vatten, John MacGregors färd från Kristiania till Stockholm 1866.
Dessutom har medlemmarna Sven Thorell, Gerhard Högborg, C.N. Hanner och Carl Smith utgivit flera skrifter om kanotbygge.

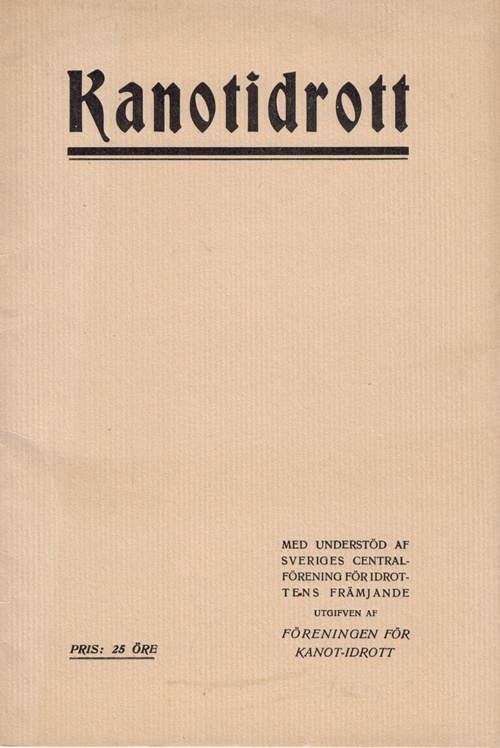
Kanotidrott 1906.
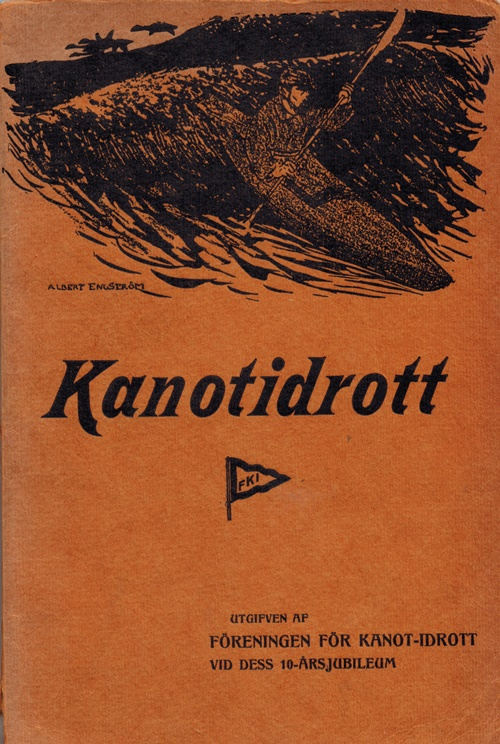
Kanotidrott 1910.
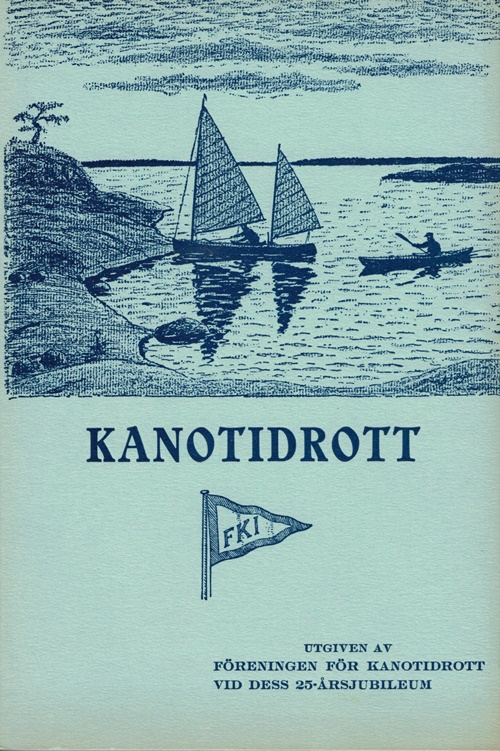
Kanotidrott 1925.
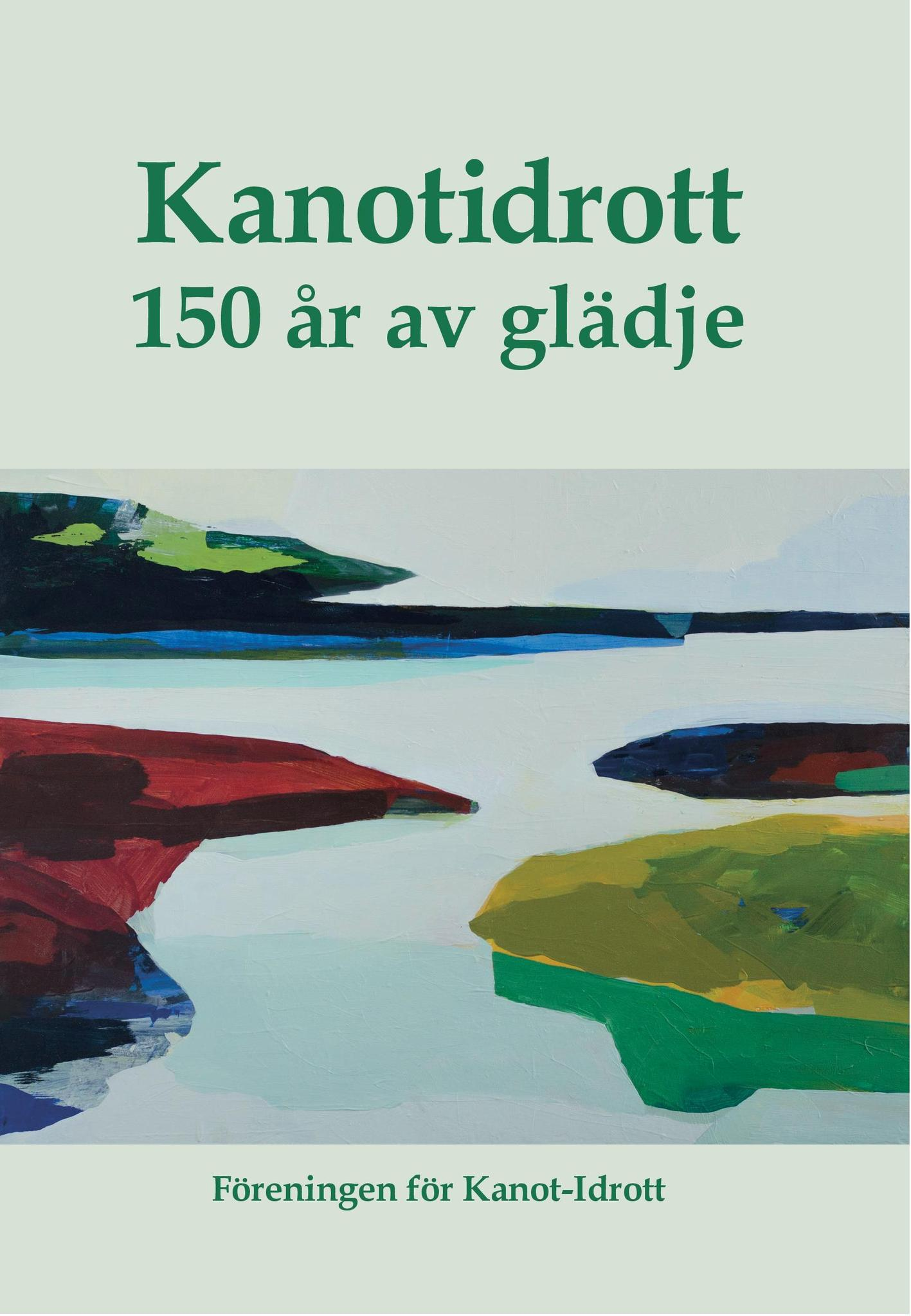
Kanotidrott 2016.

- Kanotidrott. Med understöd av Sveriges Centralförening för Idrottens Främjande utgifven av Föreningen för Kanot-Idrott. Kanotidrott. "1". Stockholm: Föreningen för Kanot-Idrott. Libris 1614710
- Kanotidrott. Utgifven av Föreningen för Kanot-Idrott vid dess 10-årsjubileum. Kanotidrott. "2". Stockholm: Föreningen för Kanot-Idrott. Libris 3085454
- Boström, Erik, Högborg, Gerhard, red. Kanotidrott. Utgiven av Föreningen för Kanot-Idrott vid dess 25-årsjubileum. Kanotidrott. "3". Stockholm: Föreningen för Kanot-Idrott. Libris 1472323
- Sievers, S, red. Kanotidrott. 150 år av glädje. Kanotidrott. "4". Stockholm: Föreningen för Kanot-Idrott. Libris 19831443. ISBN 9789176991701